# Kirime-ōji
Kirime-ōji (切目王子) aussi appelé Kirime-jinsha (藤白神社) est un temple shinto de la ville de Inami. Il fait partie des Gotai-ōji, c'est le 64e Kujūkuōji.